# Henri-Louis Henry
Henri-Louis Henry (* 21. Juli 1838 in Cortaillod; † 17. Februar 1905 in Peseux; reformiert, heimatberechtigt in Cortaillod) war ein Schweizer Politiker (FDP).

## Biografie
Henri-Louis Henry kam am 21. Juli 1838 in Cortaillod als Sohn des Weinbauern und Landwirts Louis Henry und der Louise geborene Mentha zur Welt. Henri-Louis Henry war zunächst ab 1856 als Primarlehrer im Val de Travers und in La Béroche beschäftigt, bevor er  nach 1859 drei Jahre in Spanien als Sekretär des Ingenieurs Jämes Ladame eingesetzt war, der dort mit dem Bau von Eisenbahnlinien beauftragt war. In der Folge war Henri-Louis Henry von  1868 bis 1880 als Kaufmann in La Chaux-de-Fonds tätig.
Zudem hatte er Verwaltungsratsmandate bei der Neuenburger Jurabahn sowie von 1888 bis 1890 bei der Neuenburger Kantonalbank inne. Ausserdem war er ein aktives Mitglied der Landeskirche.
Henri-Louis Henry war verheiratet mit Louise-Françoise, der Tochter des Bäckers François Quidort. Er verstarb am 17. Februar 1905 im Alter von 66 Jahren in Peseux.

## Politische Laufbahn
Henri-Louis Henry, Mitglied der Freisinnig-Demokratischen Partei, widmete sich ab 1880 der Politik. Auf kantonaler Ebene gehörte er von 1884 bis 1887 und 1897 bis 1905 dem Generalrat sowie von 1887 bis 1897 dem Gemeinderat von Peseux an. Auf kantonaler Ebene vertrat er seine Partei zwischen 1883 und 1889 im Neuenburger Grossen Rat. Auf eidgenössischer Ebene nahm er als Experte für Finanzfragen von 1885 bis 1887 Einsitz in den Nationalrat.